# Amtsgericht Saalfeld/Saale
Das Amtsgericht Saalfeld war ein Sachsen-Meiningisches Amtsgericht mit Sitz in Saalfeld/Saale.

## Geschichte
In Saalfeld bestand das Kreisgericht Saalfeld, welches dem Appellationsgericht Hildburgshausen nachgeordnet war. Diesem Kreisgericht waren Deputationen in Saalfeld, Camburg, Gräfenthal, Kranichburg und Pössneck zugeordnet. Mit Einführung der Reichsjustizgesetze wurden diese Gerichte 1879 aufgehoben und reichsweit einheitlich Amts-, Land- und Oberlandesgerichte gebildet. In Sachsen-Meiningen wurde dies mit dem Gesetz vom 16. Dezember 1878, betreffend Ausführungsbestimmungen zum deutschen Gerichtsverfassungsgesetz umgesetzt. Das so entstandene Amtsgericht Saalfeld war für den Sprengel der bisherigen Deputation Saalfeld und die Orte Jehmichen mit der Hühnerschenke und Schadethal (diese waren vorher der Deputation Gräfenthal zugeordnet) zuständig. Zuständiges Landgericht war das gemeinsame Landgericht Rudolstadt.
Nachdem im Jahr 1920 die thüringischen Staaten im Land Thüringen aufgegangen waren, wurde der Gerichtssprengel mit dem Thüringer Gerichtsstandortgesetz angepasst. Das Amtsgericht Saalfeld blieb beim Landgericht Rudolstadt und erhielt eine Abteilung Leutenberg aus dem aufgelösten Amtsgericht Leutenberg. Es war nun für Arnsgereuth, Aue am Berg, Bernsdorf, Beulwitz, Birkenheide, Birkigt, Breternitz, Bucha, Crösten, Dorfkulm, Eyba, Fischersdorf, Gorndorf, Jehmichen (mit Hühnerschenke), Kleingeschwenda (mit Hoheneiche), Knobelsdorf, Könitz, Langenschade, Lausnitz, Lositz, Naundorf, Obernitz, Oberpreilipp, Oberwellenborn, Reichenbach, Remschütz, Reschwitz, Saalfeld (Saalfeld, Residenzschloss, Graba, Garnsdorf, Köditz), Saalthal, Schaderthal, Schloßkulm, Tauschwitz, Unterpreilipp, Unterwellenborn (Unterwellenborn, Röblitz), Unterwirbach (meining. und rudolst. Anteil), Volkmannsdorf, Weischwitz, Wickersdorf, Wittmannsgereuth, Witzendorf (mit Elsterschänke) und Wöhlsdorf sowie einige gemeindefreien Gebiete und Waldbezirke zuständig. Die Abteilung Leutenberg umfasste  Arnsbach,  Burglemnitz, Döhlen, Dorfilm, Eichicht, Gleima, Heberndorf, Herschdorf, Hirzbach, Hockeroda, Hohenwarte, Kleingeschwenda, Laasen, Landsendorf, Leutenberg, Löhma, Munschwitz, Preßwitz, Roda mit Wickendorf, Rosenthal, Schweinbach, Steinsdorf, Unterloquitz, Weitisberga (reuß. and rudolst. Anteil) sowie einige gemeindefreien Gebiete.
Im Jahr 1952 wurden in der DDR die bestehenden Gerichte abgeschafft und einheitlich Kreis- und Bezirksgerichte gebildet. Saalfeld kam zum Kreis Saalfeld, daher wurde das Kreisgericht Saalfeld gebildet und dem Bezirksgericht Gera nachgeordnet.
Nach dem Zusammenbruch der DDR entstand das Amtsgericht Saalfeld zum 1. September 1993 neu und wurde dem Landgericht Gera zugeordnet. Es wurde am 1. April 2006 aufgehoben.